# Великі Хутори
Великі Хутори́ (з II пол. XVIII по середину XIX століття — Велике) —  село в Україні, у Шевченківській селищній громаді Куп’янського району Харківської області. Населення становить 634 особи (2024). До 2020 орган місцевого самоврядування — Великохутірська сільська рада.

## Географія
Село Великі Хутори знаходиться у верхів'ях балки Вовча. По балці протікає пересихаючий струмок Середній Бурлук з загатами. На відстані 2,5 км розташовані села Журавка і Микільське. За 3 км протікає річка Великий Бурлук (правий берег).

## Історія
II пол. XVIII століття — дата заснування як села Велике. У ті роки на місці нинішнього села з'явилися кілька дрібних хуторів, які незабаром розрослися і перетворилися на державну слободу.
Середина XIX століття — перейменоване в село Великі Хутори. У той же час до початку ХХ століття використовувалася і попередня назва - село Велике. Населений пункт входив до числа найбільших на території нинішньої Шевченківщини, у 1864 роцу тут проживали 1032 мешканців, а в 20-х роках ХХ століття їх число зросло до 2250 чоловік. У 1880 році в селі відкрилася народна школа грамоти, яку у 1896 році реорганізвали у земське однокласне училище. У 1894 році при місцевій Покровській церкві відкрилася церковно-парафіяльна початкова школа.
7 (20) листопада 1917 року, відповідно до.Третього Універсалу Української Центральної Ради, увійшло до складу Української Народної Республіки.
У Великих Хуторах народився повний кавалер ордена Слава Гриценко Федір Гаврилович (1914-2007 рр.)
12 червня 2020 року, відповідно до Розпорядження Кабінету Міністрів України № 725-р «Про визначення адміністративних центрів та затвердження територій територіальних громад Харківської області», увійшло до складу Шевченківської селищної територіальної громади.
19 липня 2020 року, в результаті адміністративно-територіальної реформи та ліквідації Шевченківського району, село увійшло до складу новоутвореного Куп'янського району Харківської області.
19 травня 2022 з сторони російських воєнних велись обстріли села. Під час обстрілів дві людини отримали осколкові поранення: тринадцятирічна дівчинка та жінка. Село було окуповано російськими воєнними, але зранку 11 вересня село було звільнено завдяки Збройним силам України.

## Економіка
- Сільськогосподарське ТОВ «Червоний партизан».

## Об'єкти соціальної сфери
- Дитячий садок.
- Школа.
- Будинок культури.
- Фельдшерсько-акушерський пункт.